# Alluri Seetarama Raju
Alluri Seetarama Raju (1974) é um filme de ação biográfico indiano em língua telugo dirigido por V. Ramachandra Rao e escrito por Tripuraneni Maharadhi. O filme é estrelado por Krishna, Vijaya Nirmala e Jaggayya. É produzido pela Padmalaya Studios marcando o centésimo filme de Krishna. O filme retrata a vida de Alluri Sitarama Raju, um revolucionário indiano, que é conhecido por seu papel na Rebelião Rampa [en] entre 1922 e 1924.